# Ignisious Gaisah
Anthony Ignisious Gaisah Essuman (* 20. Juli 1983 in Kumasi, Ghana) ist ein niederländischer Weitspringer ghanaischer Herkunft.
Gaisah, der bis zu seinem Umzug in die Niederlande im Jahr 2001 als Anthony Essuman antrat, gewann 1999 den nationalen Meistertitel im Weitsprung mit einer Weite von 7,40 m und dadurch zum ersten Mal in den Nationalkader berufen wurde, feierte bei den Junioren-Afrikameisterschaften 1999 in Tunis seinen ersten internationalen Erfolg, als er mit einer Weite von 7,42 m die Bronzemedaille gewann. 2002 brach er den afrikanischen Junioren-Kontinentalrekord mit einer Weite von 8,12 m, der bis zum Jahr 2010 Bestand hatte.
Größere internationale Aufmerksamkeit erlangte Gaisah im August 2003, als er bei den Weltmeisterschaften in Paris nach dem zweiten Versuch zwischenzeitlich führte und am Ende mit 8,13 m den vierten Platz belegte. Nach dem Gewinn der Afrikaspiele 2003 in Abuja mit einer Weite von 8,30 m sprang Gaisah bei den Olympischen Spielen 2004 in Athen mit 8,24 m Landesrekord und belegte den sechsten Platz. Bei den Weltmeisterschaften 2005 in Helsinki sprang er Landesrekord mit 8,34 m und gewann die Silbermedaille hinter Dwight Phillips (USA). 2006 gewann er die Goldmedaille bei den Hallenweltmeisterschaften in Moskau und bei den Commonwealth Games in Melbourne. Am 14. Juli 2006 stellte Gaisah bei einem Wettkampf in Rom mit 8,43 m seine persönliche Bestleistung und gleichzeitig einen neuen Landesrekord auf. Am 2. Februar desselben Jahres hatte er bereits in Stockholm den bis heute gültigen afrikanischen Hallenrekord auf 8,36 m verbessert.
2006 wurde Gaisah mit der Grand Medal ausgezeichnet. Im Juli 2013 nahm Gaisah die niederländische Staatsbürgerschaft an und steht seither im Nationalkader der Niederlande.
Am 16. August 2013 gewann Gaisah bei seinem ersten internationalen Wettkampf unter niederländischer Flagge die Silbermedaille bei den Weltmeisterschaften im russischen Moskau und feierte damit seinen größten Erfolg seit 2006. Mit einer Weite von 8,29 m verbesserte er außerdem den seit 25 Jahren bestehenden niederländischen Rekord von Emiel Mellaard um zehn Zentimeter.
Bei den Europameisterschaften 2016 in Amsterdam gewann er die Bronzemedaille.
Gaisah ist 1,86 m groß und weist ein Wettkampfgewicht von 70 kg auf. Er startet für den Verein PAC Rotterdam.